# Dammi solo un minuto/Che ne fai di te
Dammi solo un minuto è un singolo del gruppo musicale italiano Pooh, pubblicato il 28 settembre 1977 come unico estratto dal decimo album in studio Rotolando respirando. Il 45 giri raggiunse alti piazzamenti nelle classifiche.

## Descrizione
Dammi solo un minuto è stata scritta da Roby Facchinetti e Valerio Negrini, ha ottenuto un buon successo in Italia ed è diventata un cavallo di battaglia del gruppo, riproposto in buona parte delle antologie ufficiali in circolazione.
I brani furono spesso riproposti dal vivo all'interno di medley; Che ne fai di te venne in genere riproposta in versione unplugged, introdotta da Facchinetti con l'uso del Glockenspiel.
La canzone Dammi solo un minuto nasce come potenziale singolo fin dalla fase registrazione del quartetto; Roby Facchinetti scrive questa melodia trascinante sulla quale Valerio Negrini ha non poche difficoltà ad inserire un testo all'altezza.
Ne scriverà molte versioni prima di trovare quella definitiva, che risulterà essere la prima delle stesure, scartata preventivamente dai Pooh perché non la ritenevano d'impatto ed efficace come la melodia del pezzo avrebbe potuto suggerire. L'interprete del brano è Roby Facchinetti, come nella precedente Linda.
Il singolo uscì anche in spagnolo (Dame sólo un minuto/Qué ha sido de ti) e in versione inglese dal titolo Give me only this moment, per la traduzione del produttore Teddy Randazzo. Ne è stata tratta una cover a tempo di rap realizzata dai Gemelli DiVersi, che ne hanno campionato il ritornello per il loro singolo Un attimo ancora cantato da Jenny B; Fu questo un fattore decisivo per il successo raggiunto dal brano dei Gemelli diversi.
Il brano è stato cantato anche da Paolo Kessisoglu in un episodio della sitcom Camera Cafè, trasmessa su Italia 1.

## Brani
45 giri
1. Dammi solo un minuto – 4:34 (Facchinetti, Negrini)
2. Che ne fai di te – 3:29 (Facchinetti, D'Orazio)

## Formazione
- Roby Facchinetti – voce, pianoforte
- Dodi Battaglia – chitarra, voce
- Red Canzian – basso, voce
- Stefano D'Orazio – batteria, voce